# 2004년 우크라이나 대통령 선거

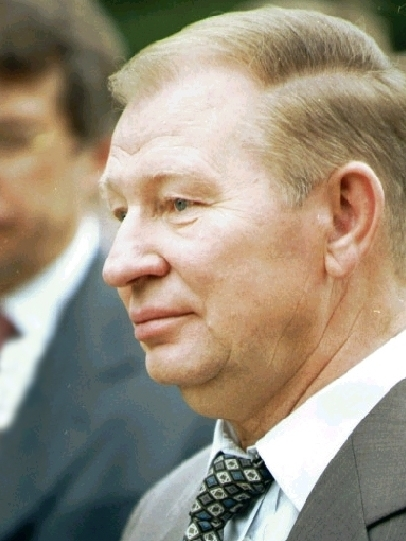
우크라이나의 2대 대통령 레오니드 쿠치마

2004년에 쿠치마 우크리이나 대통령의 임기 만료와 함께 대통령 선거가 치러졌다.
쿠치마의 지지를 받은 여당 후보 야누코비치와 야당 지도자인 유셴코 전 총리의 일대일 대결이라고 하는 형태가 되었다. 10월 31일의 제1회 투표에서는 유셴코가 선두였지만, 불과 15만 표 차이였다.
11월 21일의 결선투표의 결과에서는 야누코비치의 당선이 발표되었다. 그러나 유셴코 진영은 11월 22일 밤, 결선투표에 대해 전국에서 1만 1,000건의 부정을 하면서 제1회 투표의 5배로 부풀어 올랐다고, 정권측의 선거 위반을 규탄했다. 이것에 의해 수도 키예프를 중심으로, 파업 등의 대규모 정치 운동이 일어났다(오렌지 혁명).
미국과 유럽 연합의 압력도 있고 재선거를 하게 되어 12월 26일에 실시된 재결선투표로 유셴코 전 총리의 당선이 확실해졌다. 야누코비치 진영은 유셴코 진영에 부정이 있었다고 해서 헌법재판소에 제소했지만 야당에 의한 정부 시설의 봉쇄가 일어나 30일에는 제소가 부결되었다. 2005년 1월 23일에 유셴코 전 총리는 정식으로 대통령으로 취임했다.